# Cyclophora prouti
Cyclophora prouti là một loài bướm đêm trong họ Geometridae.